# Pasqua Rosée
Vous lisez un « bon article » labellisé en 2024.
Pasqua Rosée (actif vers 1651-1658) est un domestique du XVIIe siècle célèbre pour avoir ouvert le premier café de Londres, et peut-être même de toute la Grande-Bretagne.
Pasqua Rosée vit à Smyrne et entre au service du marchand anglais Daniel Edwards en 1651. L'une de ses attributions est de préparer et servir le café à son maître. Il accompagne ce dernier lorsqu'il rentre à Londres. Edwards y ouvre un café et place Pasqua Rosée à sa tête. Edwards demande au freeman Christopher « Kitt » Bowman de devenir l'associé de Pasqua Rosée parce qu'un domestique ne bénéficie pas de la « liberté » de la Cité de Londres donnant droit à l'exercice d'une activité commerciale. Le nombre d'établissements qui vendent du café augmente rapidement après l'ouverture de celui de Pasqua Rosée.
Il est mentionné pour la dernière fois dans les sources d'époque en 1658. Son café est tenu par Bowman avec sa femme jusqu'à sa mort, en 1662.
Le café de Pasqua Rosée est détruit lors du grand incendie de Londres, en 1666. À son emplacement se dresse un pub, le Jamaica Wine House, édifié dans la deuxième moitié du XIXe siècle. Une plaque commémorative y est dévoilée en 1952.

## Biographie

### Origines et travail à Smyrne

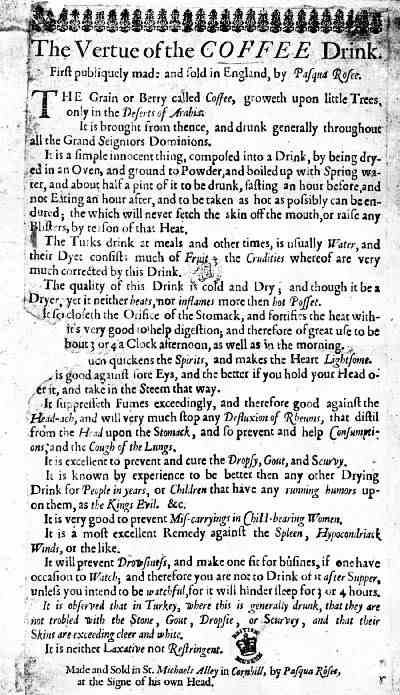
The Vertue of the Coffee Drink, publié par Pasqua Rosée en 1652.

Pasqua Rosée est probablement né au début du XVIIe siècle dans la communauté grecque de la république de Raguse, dans le sud de l'actuelle Croatie. Il est diversement qualifié de Grec,,, Arménien,, Turc ou « d'origine grecque ou turque ». On sait peu de choses sur son enfance, mais on pense qu'il parlait au moins trois langues : le grec, le turc et l'anglais.
En 1651, Pasqua Rosée vit à Smyrne, dans l'Empire ottoman. Il entre cette année-là au service de Daniel Edwards, un marchand anglais de la Levant Company,.
Les marchands de la Levant Company préfèrent employer des serviteurs levantins, car ils coûtent moins cher que les Anglais et connaissent mieux les langues et coutumes locales. Pasqua Rosée apporte une aide précieuse à Daniel Edwards avec ses compétences linguistiques : l'historien Markman Ellis décrit son rôle comme celui de « commis comptable, traducteur et diplomate social qui utilise sa connaissance des coutumes turques pour faciliter les échanges commerciaux ». De manière plus concrète, il sert aussi de valet et de cocher à Daniel Edwards, et lui sert le café.
Daniel Edwards quitte Smyrne avec Pasqua Rosée à la fin de l'année 1651 pour rentrer en Angleterre, soit parce qu'il a contrecarré les activités d'un cadre royaliste de la Levant Company en 1647 et 1650, soit en raison d'une épidémie de peste qui atteint Smyrne en septembre 1651,. Selon Markman Ellis, « Edwards ramène certaines caractéristiques des marchands levantins : le travail acharné, les opinions puritaines et le goût du café ». L'un des amis d'Edwards rapporte qu'il en consomme « deux ou trois tasses à la fois, deux à trois fois par jour ». Edwards reçoit fréquemment des amis chez lui pour prendre le café et discuter, à un rythme tel que sa vie de famille commence à en pâtir. C'est pour cette raison qu'il décide d'ouvrir un café en 1652. Comme les règles de la Levant Company ne lui permettent pas de le faire lui-même, il confie cette entreprise à Pasqua Rosée,.

### Le café

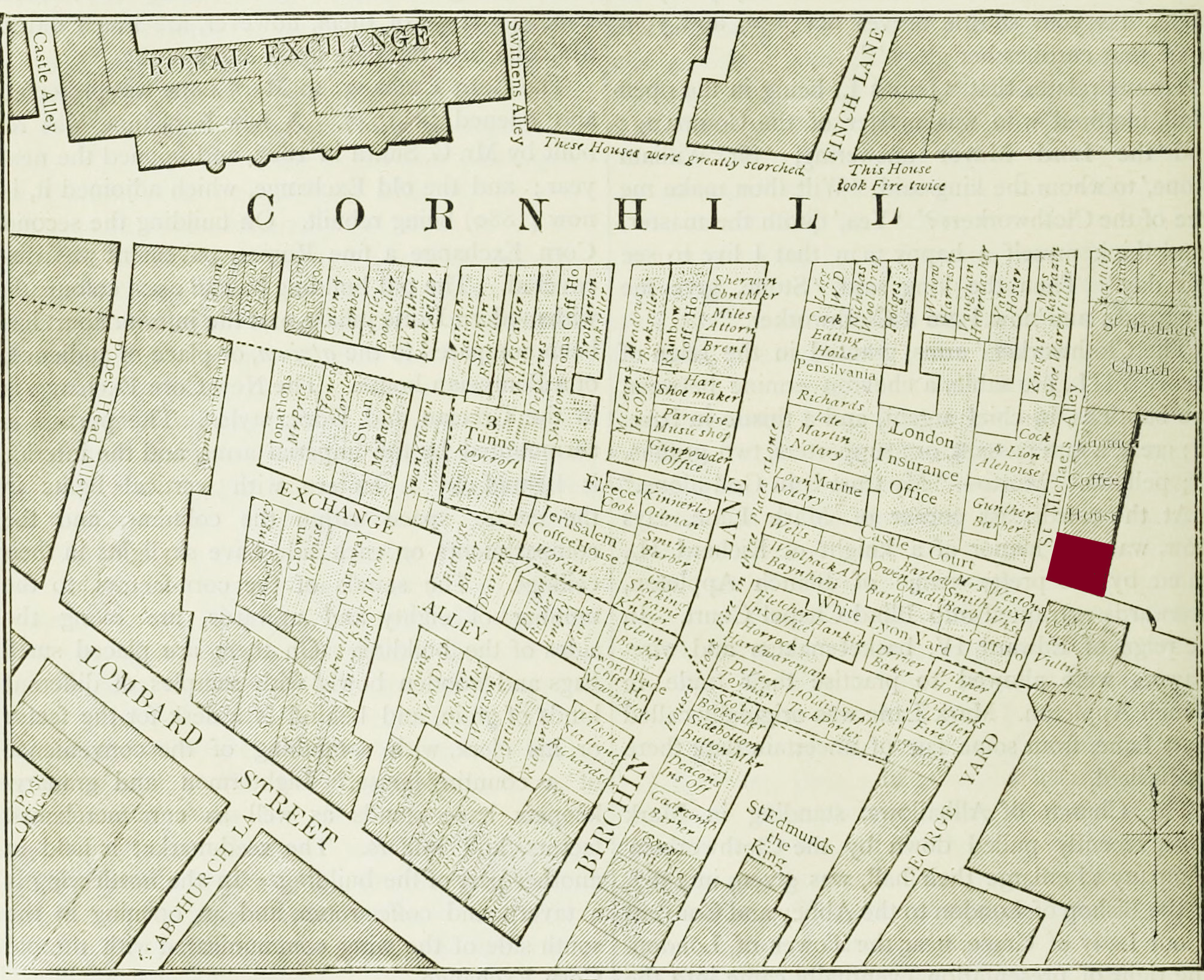
Plan de Londres en 1748 montrant l'emplacement du café de Pasqua Rosée, en rouge, dans St Michael's Alley.

Daniel Edwards et Pasqua Rosée choisissent des locaux dans St Michael's Alley, une rue débouchant dans l'axe majeur de Cornhill, non loin du Royal Exchange, la bourse londonienne. Les ruelles et allées des environs, lieu de rencontre quotidien pour les spéculateurs, sont aussi fréquentées par des avocats, des taverniers et d'autres individus de toutes sortes. La première version de leur café est une cabane similaire à un étal de marché, juste à côté du cimetière de l'église Saint-Michel de Cornhill. Elle est surmontée d'une enseigne qui représente soit sa tête, soit sa silhouette entière dans un habit levantin.
Pour promouvoir son entreprise, Pasqua Rosée publie en 1652 un tract intitulé The Vertue of the Coffee Drink dans lequel il vante les mérites du café. Il affirme que cette boisson peut prévenir ou guérir l'hydropisie, la goutte, le scorbut, la scrofule, les fausses couches, le spleen et l'hypocondrie, entre autres maux. L'historien Aytoun Ellis estime qu'il s'agit de la première publicité connue pour le café. Le lancement de ce nouveau produit sur le marché londonien bénéficie d'un contexte favorable : les puritains s'en prennent violemment au commerce du vin et de la bière, qu'ils associent aux activités immorales des royalistes. Les ventes de ces boissons s'en ressentent au cours des années 1651 et 1652. À l'inverse, le café, présenté comme une boisson saine et sans alcool, rencontre un franc succès : un contemporain estime que Pasqua Rosée gagne entre 30 et 40 shillings par jour, soit entre 450 à 600 livres sterling par an.
Markman Ellis considère cette estimation « probablement exagérée », mais les affaires de Pasqua Rosée sont suffisamment prospères pour susciter la jalousie des taverniers voisins. Ces derniers adressent une pétition au lord-maire de Londres au motif que Pasqua Rosée n'a pas le droit de faire des affaires à Londres dans la mesure où il ne bénéficie pas de la liberté de la cité de Londres. Pour y remédier, Daniel Edwards s'adresse à son beau-père, l'alderman Thomas Hodges, qui propose à l'un de ses anciens apprentis, Christopher Bowman (dit « Kitt »), un freeman de la Cité de Londres, de s'associer à Pasqua Rosée, ce qui est fait en 1654,.
En 1656, Pasqua Rosée et Bowman quittent leur cabane pour s'installer dans des locaux plus vastes (8,4 × 5,8 m), toujours sur St Michael's Alley, pour un loyer annuel de 4 livres sterling. Les lieux sont en mauvais état et nécessitent des réparations. Les deux hommes travaillent en partenariat au moins jusqu'en 1658, date à laquelle ils figurent tous deux dans les comptes des marguilliers, mais Pasqua Rosée ne semble plus prendre part à leur entreprise commune après cette date. Ils finissent par gérer des établissements rivaux de part et d'autre de la rue. Des vers de mirliton publiés sous le nom d'Adrianus del Tasso gardent la trace de cette rivalité entre l'enseigne à la tête de turc de Pasqua Rosée et celle en forme de cafetière de Bowman :
« Pull courage, Pasqua, fear no Harms,

From the besieging Foe;

Make good your ground, stand to your Arms,

Hold out this summer, and then tho'

He'll storm, he'll not prevail—your Face

Shall give the Coffee Pot the chace. »
— 

« Prends courage, Pasqua, ne crains aucun mal,

De l'ennemi qui t'assiège ;

Défends ta position, tiens bon sur tes armes,

Tiens bon cet été, et même si, alors,

Il tempêtera, il ne l'emportera pas : ton visage

Partira à l'assaut de la Cafetière. »
Pasqua Rosée disparaît des documents d'époque après 1658. En 1699, l'apothicaire John Houghton affirme que Pasqua Rosée avait disparu de Londres « pour avoir commis quelque délit », mais aucune trace d'un quelconque délit commis par Pasqua Rosée ne subsiste. D'autres sources prétendent qu'il a quitté l'Angleterre pour vendre du café en Allemagne, ou bien en Hollande en 1664, mais rien ne vient corroborer ces deux affirmations,.

## Postérité

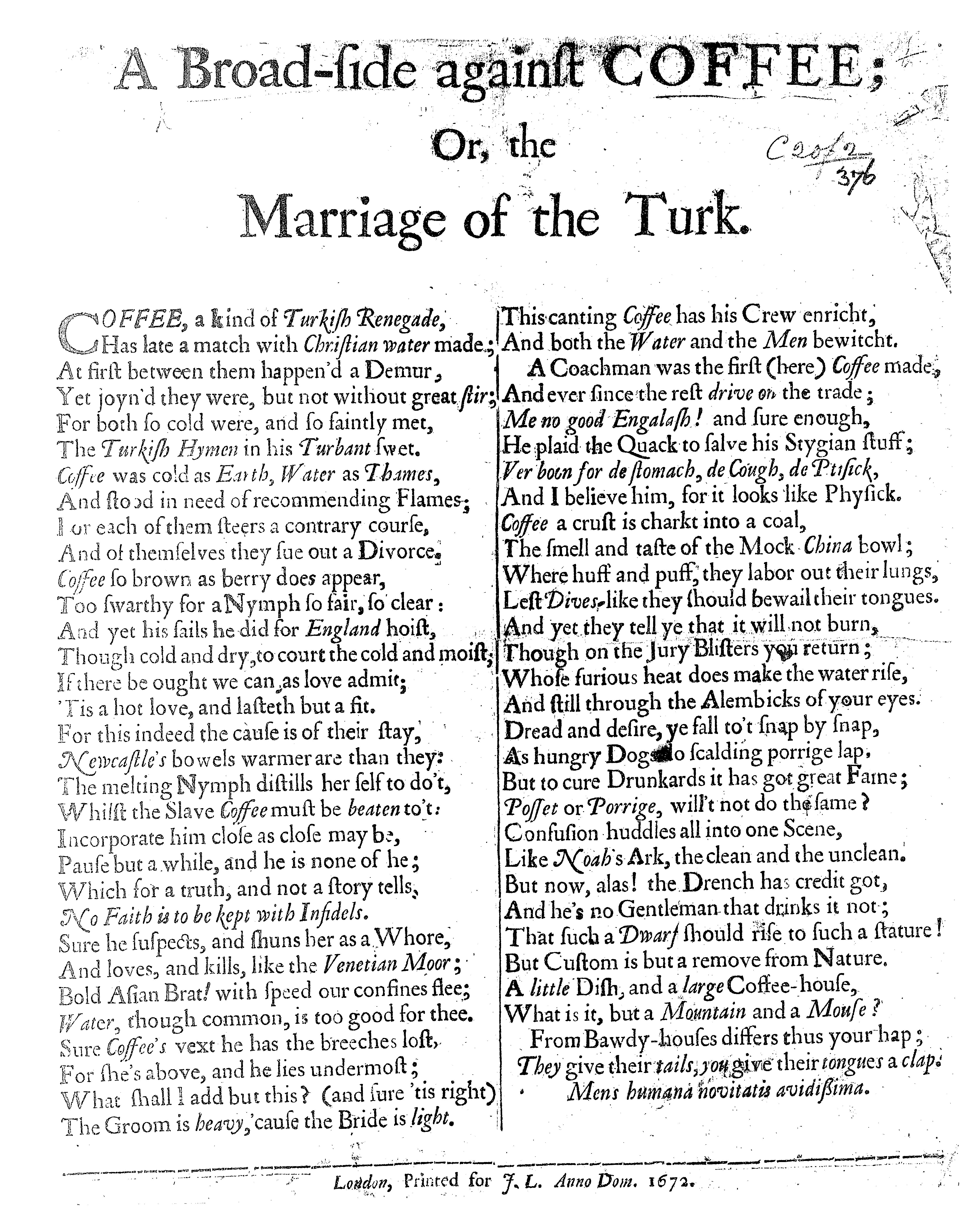
A Broad-side against Coffee : un tract anonyme contre le café et Pasqua Rosée en 1672.

Bowman gère son café jusqu'à sa mort de la tuberculose en 1662. Sa veuve dirige ensuite l'établissement au moins jusqu'en mai 1663, date à laquelle son café est l'un des sept que compte le quartier de Cornhill. Les bâtiments en bois de St Michael's Avenue sont détruits lors du grand incendie de Londres, en 1666, tandis que l'église en pierre subsiste,.
Le café de Pasqua Rosée est le premier ouvert à Londres mais de nombreux autres sont créés à la suite de son succès. Un barbier de Covent Garden écrit en 1659 qu'on croirait pouvoir trouver du café à vendre « dans presque toutes les rues » de la ville. En 1663, Londres compte 83 maisons de café dont la clientèle est en majeure partie liée au commerce avec le Levant ou avec la région de la Baltique. Elles sont de plus en plus « étroitement associées à la culture politique tumultueuse du Commonwealth ». Les premières années du développement des maisons de café sont marquées par l'opposition des taverniers, qui se plaignent au lord-maire de Londres du nombre d'individus impliqués dans ce commerce qui ne bénéficient pas de la liberté de la cité. En décembre 1675, après la restauration Stuart, le roi Charles II publie une « proclamation pour la suppression des maisons de café » qui annule toutes les autorisations de vente de café, mais elle suscite des réactions si violentes qu'elle est rapidement retirée. Malgré l'absence de statistiques précises, on estime qu'il existe entre 500 et 600 cafés à Londres et Westminster en 1708, avec également des établissements ouverts dans plusieurs villes de province. Les London Directories en recensent 551 en 1739.
Les cafés occupent rapidement une place prépondérante dans les transactions boursières. En 1698, un négociant commence à publier les cours des actions au Jonathan's Coffee-House, puis au Garraway's Coffee House ; selon l'historienne Elizabeth Hennessy, cette publication est « l'une des premières preuves de l'existence d'un commerce organisé de titres négociables à Londres ». Dans les années 1680, Edward Lloyd ouvre la Lloyd's Coffee House sur Tower Street et commence à publier des feuilles d'information sur les mouvements maritimes, ainsi qu'un journal, le Lloyd's News. Il loue également des tables aux assureurs de navires et son café devient un lieu de choix pour faire des affaires entre négociants, marchands et armateurs ; c'est l'origine du marché maritime de Lloyd's of London,.
L'enseigne de Pasqua Rosée est copiée et imitée par plusieurs autres cafés et tavernes à travers la Grande-Bretagne. Dans son étude de 1963 sur les cafés londoniens entre 1652 et 1900, l'historien Bryant Lillywhite identifie plus de cinquante établissements utilisant une tête de Turc comme enseigne, peut-être aussi en référence au sultan ottoman Soliman le Magnifique,. Pasqua Rosée laisse également sa trace dans la culture populaire : il inspire un personnage de Knavery in All Trades, une pièce de théâtre écrite par John Tatham en 1664, et il est la cible de la satire anonyme A Broad-Side Against Coffee. L'emplacement de son café est occupé depuis le XIXe siècle par un pub, le Jamaica Wine House. Le lord-maire de Londres Leslie Boyce y dévoile une plaque commémorative en 1952 à l'occasion du tricentenaire de l'ouverture du café de Pasqua Rosée,.

## Le premier café d'Angleterre
Markman Ellis note que plusieurs sources décrivent le café de Pasqua Rosée comme le premier à Londres, mais le deuxième en Angleterre, après un établissement qui aurait existé auparavant à Oxford, mais il considère qu'il s'agit d'une erreur. L'existence de ce café à Oxford est attestée dans le journal intime de l'antiquaire d'Oxford Anthony Wood (le « Secretum Antonii »), qui indique que « Jacob un Juif a ouvert un café à l'Ange, dans la paroisse de S. Peter, dans l'Est d'Oxon ». Cette mention n'est pas datée, mais l'éditeur moderne du journal de Wood la place en mars 1650 ou 1651. La consommation de café à Oxford dans la sphère privée est assurée dans le journal de Wood en 1650, et il indique plus loin, entre août 1654 et avril 1655, que cette boisson est « publiquement vendue à ou près de l'Ange à l'intérieur de la Porte Est d'Oxon […] par un étranger ou un Juif »,.